# Japanische Pornografie
Japanische Pornografie hat einige einzigartige Merkmale, die sie von Pornografie in anderen Kulturen, besonders der westlichen Pornografie unterscheidet. Sie wird jedoch aufgrund ihres breiten Spektrums an Themen und Medien ziemlich oft übersetzt und in westliche Kulturen exportiert. Japanische Erotika haben im Westen die Reputation, aufgrund kultureller Differenzen und verschiedener Tabus sado-masochistisch und jugendzentriert zu sein.

## Geschichte

### Bis zur Meiji-Restauration
Folgt man den Forschern, kam das Konzept der „Pornografie“ in der Edo-Zeit auf, als alle Formen der Volkskultur blühten. Alle Formen der Pornografie florierten, mit Ausnahme von Figuren und Statuen. Hierbei entstanden häufig auch Werke mit künstlerischem Wert. Diese stammten oft von hochgelehrten Adeligen und wurden häufig als Kunstwerke angesehen. Sowohl die Japanische Mythologie als auch Shinto treffen wenige Aussagen über Sexualität. Ein sexueller Akt ist und war ein Akt der Glücklichkeit ohne Schuldgefühle oder Sünde.
Bis zur Kamakura-Zeit im 12. Jahrhundert ging ein Mann zu dem Haus einer Frau, um hineingebeten zu werden, und viele Gedichte vor dieser Zeit waren Liebesgedichte. Durch sorgsamen Satzbau und Wortverwendung konnte ein scheinbar unschuldiges Gedicht auch als leidenschaftliches Liebesgedicht gelesen werden. Wenig in der Poesie Talentierte baten oft einen Freund, für sie zu schreiben, und dies verursachte manchmal beschämende Situationen, wenn zwei mit demselben Schreiber befreundete Personen dasselbe Gedicht derselben Frau gaben.
Das gemeine Volk traf sich stattdessen auf einem matsuri oder anderen Festen. Es ist kein Zufall, dass die meisten matsuri nachts gehalten wurden. Das Volk hatte wenig, wenn überhaupt Bedarf für pornographisches Material.
In der Kamakura-Zeit machte der auf Meditation fokussierende Zen-Buddhismus die Samurai weniger offen für offensichtliche Sexualität und fokussierte mehr auf Formalitäten.
Die Heiratsbräuche änderten sich dahingehend, dass man heiratete und die Frau in die Familie des Mannes eintrat, so dass weniger Bedarf für leidenschaftliche Verse bestand. Wenige erotische oder pornographische Werke aus der Kamakura- und Muromachi-Zeit sind bekannt. Aus der Sengoku-Zeit sind sogar noch weniger bekannt.
In der Edo-Zeit florierte die Pornografie wegen eines einzigartigen Charakteristikums der Stadt Edo. Weit mehr als 60 % der Bevölkerung der Stadt war männlich, und diese Männer kamen aus ganz Japan, um hier für Jahre zu arbeiten. Diese waren bereits zuvor verheiratet oder kehrten später in ihre Heimatstädte zum Heiraten zurück. Bei ihrer Rückkehr hatten sie wertvolle Fähigkeiten, wie Lesen, Schreiben und Handwerke gelernt. Der Überschuss an jungen Männern forderte Mittel zur Erfüllung ihrer sexuellen Bedürfnisse. Staatlich kontrollierte Prostitution, wie sie z. B. in Yoshiwara, einem berühmten Rotlichtbezirk, praktiziert wurde, war eine Antwort, Pornografie eine andere.

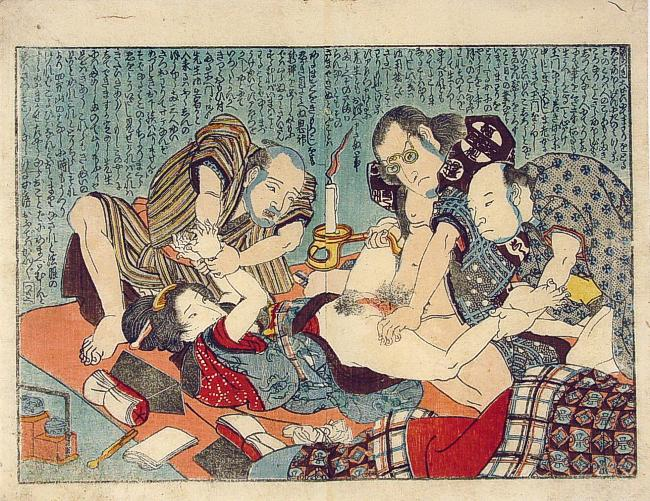
Pornografischer Druck aus dem 19. Jahrhundert.

Es gab viele pornografische Materialien. Shunga oder pornografische Holzblockdrucke gab es mit allen vorstellbaren Motiven. Sie waren oft in ein Buch gebunden, mit Sätzen zur Beschreibung der Situation und oft auch einer kurzen Beschreibung einer Handlung. Zum Ende der Edo-Zeit, als Ausländer weiter bekannt und öfter gesehen wurden, wurden sogar sexuelle Akte mit männlichen Ausländern verkauft. Der tatsächliche Gebrauch der shunga war nicht so einfach. Weniger eindeutige Bücher mit Kimonos, die den Körper größtenteils bedeckten, wurden für die Sexualerziehung verwendet, während eindeutigere vielleicht für die Masturbation benutzt wurden, und andere gemeinsam mit einer/einem Geliebten betrachtet wurden. An vielen Orten wurden Shunga durch die Brauteltern der Frau zum Gebrauch in der Ehe mitgegeben. 1788 hatte das Shunga-Buch Haikai Yobukodori eine einzelne Abbildung auf jeder Seite mit einer langatmigen Beschreibung dazu. Diese Shunga wurden auch aus Büchereien ausgeliehen. 1808 gab es 656 auf Shunga spezialisierte Geschäfte in Edo sowie 300 in Osaka. Das heißt, es kam in Edo etwa ein Laden auf je 1500 Einwohner. Viel „softeres“ Material war ebenfalls verfügbar. Es gab auch Blockdrucke von Prominenten wie z. B. komplett im Kimono bekleideten Kabuki-Schauspielern und Geishas.

### Nach der Meiji-Restauration bis zum Zweiten Weltkrieg
Nach der Meiji-Restauration 1868 ging die Publikation von pornografischem Material auf Druck der Regierung zurück. Selbst im 20. Jahrhundert fürchtete die Regierung, dass eine sexuell so offene Kultur wie die in Japan, von europäischen Ländern als rückständig angesehen werden könnte. Es wurden keine Shunga mehr produziert und die vorhandenen wurden zu Schleuderpreisen als „Erotische Kunst“ ins Ausland verkauft. Pornografische Romane wurden im Untergrund weiter produziert, da sie aufgrund der Sprachbarriere im Ausland nicht weit bekannt werden konnten. Pornografische Kunstwerke wurden ebenfalls weiter produziert, genossen aber in der Öffentlichkeit geringes Ansehen.
In der späten Taisho-Zeit und frühen Shōwa-Zeit, kam – beeinflusst durch „dekadente“ Kunstwerke aus Europa – eine künstlerische Bewegung, genannt Ero Guro Nansensu, wörtlich: „erotisch-grotesker Nonsens“ auf. Diese Worte wurden verwendet, da sie Neuheit und Modernität vermittelten. Bis in die 1950er Jahre wurde Pornografie noch immer nur sehr eingeschränkt hergestellt. Offen sexuelle Darstellungen waren in Romanen und Manga erlaubt, für die Bereiche Bildmaterialien und Filme existierte hingegen eine strenge Kontrolle. Während des Zweiten Weltkrieges war pornografisches Material generell verboten.

### Nach dem Zweiten Weltkrieg
Durch Magazine wie den Playboy beeinflusst, wurden bald nach Kriegsende pornografische Magazine produziert. Diese Magazine deckten schnell alle Genres ab und brachten sowohl pornografische Romane als auch Bilder heraus. Der Playboy selbst hatte jedoch keinen Erfolg in Japan. Seine Artikel handelten vom amerikanischen Lebensstil, die Frauen waren hauptsächlich Nicht-Asiatinnen, die enthaltenen Interviews waren zuvor als Ausdrucksmittel in Japan im Wesentlichen unbekannt, Mode und Sport waren amerikanisch. Stattdessen löste der Playboy die Bildung eines neuen Fetischs und eines Genres aus, das als Yomono (wörtlich: „westliche Dinge“) bekannt wurde. In den ersten Jahren des 21. Jahrhunderts überarbeitete der Playboy seine Artikel und seinen Stil für die japanische Ausgabe. Man ließ danach nur noch japanische Autoren ausschließlich über Japan schreiben und den größten Teil des Originalinhaltes fallen.
In den frühen 1960er Jahren begannen mehrere Filmstudios, wie Pinku eiga und Roman Porno (wörtlich: romantischer Porno), gezielt für Pornokinos zu drehen. Aufgrund der Zensurgesetze, die das Zeigen von Genitalien verboten, davon abgesehen aber alles Andere erlaubten, diversifizierten diese Filme schnell, um möglichst viele Genres abzudecken. Das Spektrum reichte hierbei von Vergewaltigung bis hin zu Bondage. Von den 1960er bis in die späten 1980er Jahre führten mehrdeutige Zensurgesetze zu Hunderten von Gerichtsverfahren, die sich mit Erotika und Pornografie auseinandersetzten. Um Mitternacht sendeten die meisten Fernsehsender hauptsächlich Softcore-Pornos, bis ihre Einschaltquoten wegen der konkurrierenden (Hardcore) Porno-Filme sanken.
Die Ausbreitung von pornografischen Videos in den 1980er Jahren zerstörte letztlich den Markt für pornografische Kinos. Videotheken boten Pornografie zu einem Preis weit unterhalb dem der Kinos an.
Weil japanische Familien zu dieser Zeit zumeist mindestens zwei Fernsehapparate und Videorekorder besaßen, wurden auch mehr Videos verkauft. Es wird behauptet, dass VHS sich am Markt letztlich deshalb gegenüber dem Betamax-Format durchsetzte, weil zahlreiche Pornofilme im VHS-Format veröffentlicht wurden. Wenige Videos wurden auf Laserdisc verkauft, CD und später DVD wurden benutzt, um Pornografie zu verbreiten.
1983 kam der Nintendo Famicom heraus, einige pornografische Spiele folgten nach. Nintendo wollte jedoch, dass diese Geräte familienorientiert sein sollten und pornografische Spiele wurden aus dem Markt ausgeschlossen. Computerspiele ohne diese Beschränkung des Inhalts (sieht man von den Zensurgesetzen einmal ab) wurden in Folge beliebt, um pornografische Inhalte zu vertreiben. Frühe CDs und DVDs wurden auf Personal Computern betrachtet. Weil wenige Japaner einen Grund sahen, Spiele auf einem PC – statt der üblichen Videospielkonsolen – zu spielen, wurden Computerspiele damals manchmal als Synonym zu Erogē angesehen.
In den späten 1980er Jahren expandierte der Markt der von Manga-Amateuren herausgegebenen Dōjinshi, Comics, die sich mit den Abenteuern bekannter Manga- oder Anime-Figuren beschäftigen. Es wird geschätzt, dass etwa die Hälfte dieses Marktes aus Pornografie besteht. Urheberrechtsprobleme plagen den Markt, doch war der dojinshi-Markt auch ein übliches Sprungbrett für eine professionelle Karriere bei einer Zeitschrift, so begann Yaoi (eine besondere dojinshi-Spielart mit homosexuellen Themen) auf diesem Markt. Seit Mitte der 1990er Jahre begann der dojinshi-Markt auch, selbst pornografische Spiele zu produzieren und zu verkaufen.
In den 1980er Jahren begannen die an einem männlichen Publikum orientierten Zeitschriften, mehr explizit sexuellen Inhalt anzubieten. Hieraus entstanden keine bedeutenden sozialen Probleme, schon zuvor existierten an einem weiblichen Publikum orientierte Zeitschriften, deren Inhalt in einiger Hinsicht erheblich eindeutiger war.

## Bewegungen und Zensur
Japanische Pornografie hat sich diversifiziert, um eine gewaltige Zahl von Kategorien und Bedürfnissen zu erfüllen. Einige der Themen waren so seltsam, dass die Unterschiede für Außenstehende kaum noch zu erkennen waren. Diese Vielfalt entstand aus drei Hauptgründen: Unterhaltung durch das Entwickeln von Ausdrucksmitteln, Ausfüllen von Marktnischen und Umgehung von Zensurgesetzen. Religiöser Konservatismus oder Feminismus waren in Japan kein wichtiger Faktor in Bezug auf Pornografie.
Bukkake, bei der viele Männer auf das Gesicht einer einzelnen Frau ejakulieren, ist ein Beispiel für ein Zusammentreffen aller drei oben genannten Gründe: eine Überspitzung der Idee und eine Alternative dazu, tatsächlichen Geschlechtsverkehr zu zeigen, wobei die Genitalien nach den Zensurgesetzen hätten unkenntlich gemacht werden müssen. Sie wird mit geringfügigen Varianten in jeder denkbaren Situation vermarktet, mit kostümierten oder nackten einzelnen Männern in verschiedenen Altersstufen oder aber auch mit über hundert Männern.

### Anti-Pornografie-Bewegungen
Kritik an der Pornografie kommt in Japan hauptsächlich von der Parent Teacher Association (PTA). Diese glaubt, dass der leichte Zugang zu pornografischem Material Kinder zu unmoralischem Handeln und Minderjährige zum Sex verleitet. Verfechter der pornografischen Zensurbestimmungen fordern die Anpassung der Gesetze an die strengsten in Amerika und Europa, so dass Japan unter den zivilisierten Nationen nicht mehr als abnorm angesehen werde.
Wissenschaftliche Untersuchungen kamen in der Vergangenheit zu dem Ergebnis, dass Japan, im Vergleich zu anderen Ländern mit restriktiverer Gesetzeslage, die niedrigste Kriminalitätsrate im Bereich sexueller Gewaltdelikte aller Industrienationen aufweist. Zwar gaben 69 % der befragten Oberschülerinnen an, in der U-Bahn unsittlich berührt worden zu sein (Chikan), jedoch ist die Anzahl der Vergewaltigungen trotz der häufigen Vergewaltigungspornografie mit 1,85 pro 100.000 Einwohner eine der niedrigsten weltweit (Stand 2002; zum Vergleich: Deutschland: 10,44, USA: 32,99.) Dabei muss aber laut einer Studie der Justice Ministry Research Group aus dem Jahre 2000 davon ausgegangen werden, dass nur 11 % aller Sexualdelikte zur Anzeige gebracht wurden, jedoch existieren derartige Dunkelziffern auch in allen anderen Ländern.

### Zensurgesetze
Das religiöse und soziale Tabu gegen Nacktheit war historisch gesehen in Japan schwächer als im Westen: „Kopfkissenbücher“, die sexuelle Handlungen im Detail beschreiben, wurden in der Edo-Zeit oft verkauft. Auch noch nach der Meiji-Restauration arbeiteten Frauen und Männer oft nackt und badeten in aller Öffentlichkeit. Während in der westlichen Gesellschaft Nacktheit oft ein Tabu war, kam diese Idee in Japan erst in der Meiji-Zeit mit der Verwestlichung des Landes auf und die Tiefe ihrer Verwurzelung in der Gesellschaft kann bezweifelt werden.
Extreme Formen der öffentlichen Nacktheit, wie das Zeigen des Genitalbereiches, werden jedoch bestraft (außer in geschlechtlich geteilten Bädern, und auch dort wird Diskretion erwartet). Die japanische Einstellung gegenüber Nacktheit in den Medien ist liberaler als in den USA, aber trotzdem in Bezug auf Westeuropa konservativ.
In Japan ist es illegal, in einer kommerziellen Darstellung die menschliche Vulva oder den Penis in einer expliziten Weise darzustellen (§ 175 japanisches Strafgesetzbuch). Dieses Gesetz geht auf die Meiji-Periode zurück und ist nie geändert worden. Veröffentlichungen, die den Penis oder die Scheide darstellen, müssen mit Schrumpffolie verpackt und dürfen nur an Erwachsene verkauft werden. Jedoch ist es nicht ungewöhnlich, dass Zeitschriften nackte Frauen zeigen, deren Genitalien mit Airbrush schwarz eingefärbt wurden. Pornografische Videos zeigen oft explizite Geschlechtsakte, bei denen die Genitalien verpixelt sind. Bis 1991 wurde die ganze Schamregion inklusive Schamhaar als obszön erachtet und durfte nicht publiziert werden. Vor Kurzem hat es eine Diversifizierung auf dem Zensurmarkt gegeben, da jetzt mehrere Unternehmen die Zensur als Dienstleistung anbieten. Die Zensurabteilung der Regierung wird jedoch als die strengere angesehen, obwohl persönlicher Geschmack generell eine wichtige Rolle spielt. Die strengeren Zensoren tendieren eher zum „großen schwarzen Strich“ als zum Mosaik, um die Genitalien unkenntlich zu machen.
Die Zensur hat jedoch noch eine große Anzahl von Anhängern in der Gesellschaft als Ganzes und sie ist daneben auch zu einer Art „kulturellen Tradition“ geworden. Ein Beispiel ist, dass – obwohl nicht mehr illegal – viele Pornofilme die Darstellung von Schamhaar immer noch zensieren, und es in der Hentai-Kunst und Filmen normalerweise noch nicht einmal gezeichnet wird. Dies hat dazu geführt, dass einige Menschen in der westlichen Welt japanische Pornografie als leicht pädophil und viele der dargestellten Frauen als jünger ansehen, als dies durch den Anbieter der Medien wirklich beabsichtigt wird.
Es ist auch illegal, pornografisches Material nach Japan zu bringen, und Zollbeamte sind bekannt für das Überprüfen von Videos in internationalem Post- und Handgepäck. 
Es gibt in Japan auch ein Genre der Untergrund-Pornografie (genannt urabon), das diese Zensurgesetze ignoriert. 

## Religion und Pornografie
Religionen sind in Japan weder bei der Regulation der Pornografie noch bei der Definition, was als unmoralisch gilt, ein wichtiger Faktor. Dies wird stattdessen durch den allgemeinen Konsens festgelegt. Die Ursache hierfür liegt in der vollendeten Trennung von Religion und Staat schon vor der Ausbreitung der Pornografie.
In der Edo-Zeit beschränkte das Tokugawa-Shogunat religiöse Aktivitäten auf die Organisation von Zeremonien, wie Begräbnisse und Hochzeiten, weil in der Sengoku-Zeit Religionen wie Buddhismus und Christentum als ideologischer Rückhalt für Rebellionen gedient hatten. Das Shogunat erkannte die Gefahr des religiösen Fanatismus und verhinderte die Beteiligung religiöser Führer an der Politik.
Das ist auch ein weiterer Grund, wieso in Japan viele buddhistische oder christliche Ethik- und Moralansätze ganz fehlen oder falsch interpretiert werden. Sexuelle Scham wird in Japan anders als in anderen asiatischen Ländern als eher "störend" empfunden. So gilt es unter anderem bei japanischen Geschäftsleuten als selbstverständlich, wenn man einem Geschäftspartner, Gast oder Kollegen sexuelle Aktivitäten mit Prostituierten als "Freude für eine Nacht" schenkt.

## Kultur
Der Ausdruck von Sexualität wird in Japan häufiger in den konventionellen Medien akzeptiert.
In vielen Fällen sind darstellerische Mittel, die für ein japanisches Publikum akzeptabel sind, in anderen Ländern unannehmbar. Derbheit ist ziemlich üblich, so dass sich sogar in für Kinder bestimmten Medien Ausdrücke finden, die in den meisten anderen Kulturen nicht einmal für allgemeines Publikum akzeptabel wären, ohne dass zuvor eine Warnung gezeigt wird. In einer frühen Episode von Dragon Ball wird Muten-Rōshi, um einen unsichtbaren Gegner zu finden, Bulmas nackte Brust gezeigt. Das verursacht ein starkes Nasenbluten (in der Sprache des japanischen Comics Ausdruck von starker sexueller Erregung), das den unsichtbaren Mann durchnässt.
Japanische Erotica weisen viele ähnliche Motive mit ihren westlichen Gegenstücken auf, wie zum Beispiel heterosexueller und homosexueller Geschlechtsverkehr, Gruppensex und Bondage. Ähnlich zur westlichen Erotika kann die japanische Version auch verschiedene sexuelle Fetische darstellen wie z. B. Fußfetischismus, oder sich auf bestimmte Formen der Bekleidung beziehen, wie Uniformen (z. B. Burusera (von Sērāfuku und Burumā)) oder Kostüme von Anime-, Manga- oder Videospielfiguren.

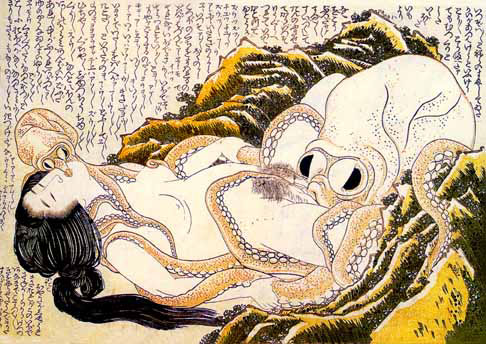
Der Traum der Fischersfrau von Katsushika Hokusai (ca. 1820)

Viele Genres der japanischen Erotik entstanden wegen der Zensurbestimmungen. Ein Beispiel hierfür sind so genannte Tentakelvergewaltigungen, animierte Darstellungen von Vergewaltigungsfantasien, die eine menschliche Frau und eine Science-Fiction-ähnliche, wie der Edo-Zeit entstiegene Kreatur thematisieren.

Ein bekanntes historisches Beispiel hierfür ist der Farbholzschnitt Der Traum der Fischersfrau, der eine Frau in einem sexuellen Akt mit einem riesigen Tintenfisch zeigt. Das moderne Motiv tauchte in den 1980er Jahren als eine Alternative zur Darstellung des Penis auf.
Im Allgemeinen tendieren die Japaner dazu, westliche pornografische Materialien als primitiv gemacht, unauthentisch und unfreiwillig komisch anzusehen.

## Medien der Pornografie

### Dōjinshi und Parodien
Dōjinshi sind Manga-Nachahmungen, häufig pornografischer Natur, von populären Anime, Spielen oder Manga.
Rechtlich gesehen, stellen sie eine Verletzung des Urheberrechts dar und können verfolgt werden, wenn der Rechteinhaber dies verlangt. In den meisten Fällen ignorieren jedoch die Eigner offiziell deren Existenz. Diese Einstellung widerspricht zwar dem Konzept des Urheberrechts, eröffnet aber einen einfachen Weg, um zu messen, wie groß der potenzielle Kundenkreis ist. Die Zahl der veröffentlichten Dōjinshi ist repräsentativ für die Zahl der Konsumenten, die auch den Originaltitel kaufen würden. Anstieg und Abfall zeigen den Anstieg und Abfall des Kundeninteresses.
Zudem begannen viele Mangaka ihre Karriere selber in der Dōjinshi-Szene und wurden später von den Verlagen angeworben, so dass eine Verfolgung den Mainstream-Markt als ganzes mehr beschädigen würde.
Es ist nicht ungewöhnlich, dass Dōjinshi alle Arten von Paraphilien wiedergeben.

### Filme
Pornografische Filme, in Japan Adult Videos oder kurz AV genannt, decken einen weiten Themenbereich ab. Die Darstellerinnen werden auch als AV Idols bezeichnet. Einige der bekanntesten sind Maria Ozawa, Hitomi Tanaka, Sola Aoi, Tina Yuzuki/Rio oder Rie Sakura. Langjährige Darstellerinnen verdienen umgerechnet etwa 6000 Euro im Monat und spielen zumeist auch kleinere Rollen in japanischen Serien oder Filmen. Die einzige Beschränkung stellen die japanischen Zensurbestimmungen dar. Die Filme sind primär auf ein männliches Publikum ausgerichtet. Das hat zu mehreren Mythen geführt, die größere Verbreitung fanden, z. B. dass Frauen, die in AV auftreten, von der Yakuza wegen ausstehender Schulden dazu gezwungen würden, oder dass japanische Frauen deshalb in diesen Filmen erscheinen, weil sie masochistisch seien.
Viele Videos haben einen zweideutigen Titel, der die Auslegung zulässt, dass die Darsteller Minderjährige sind oder dass es sich um eine authentische Aufzeichnung eines Verbrechens handelt. Keiner der von Eirin zertifizierten Filme, einer Selbstüberwachungsorganisation der Produktionsfirmen, bricht jedoch irgendein Gesetz.
Ein üblicher Trick ist, einen Teil des Titels mit einem Buchstaben zu ersetzen, oder phonetisch ähnliche Neologismen zu verwenden.  
Japanische AV bedienen ein breites Spektrum unterschiedlicher Fetische. So gibt es Filme, die sich auf Schuluniformen, Uniformen allgemein, weibliche Büroangestellte oder Cosplay fokussieren. Weitere spezifische Themenbereiche sind Vergewaltigungssimulationen (レイプ, reipu), Jungfrauen oder zumindest Darstellerinnen, die aus der Vagina bluten, intravaginale Ejakulation (中出し, nakadashi), Bukkake, Nacktheit in der Öffentlichkeit (露出, roshutsu), Soaplands sowie BDSM, insbesondere Bondage wie Shibari, aber auch Sodomie.

### Internet
In den frühen Tagen des Internets ergab das Vorhandensein pornografischen Materials oft hitzige Diskussionen zwischen denen, die generell kein solches anonym zugängliches Material wünschten, und denen, die an die Selbstbestimmung des Individuums glaubten. Dieses Problem wurde schließlich dadurch gelöst, dass man Warnungen vorschaltete und ein Passwort als Zugangsschutz einführte.
Fanfictions sind sehr oft auf Webseiten zu finden und nicht auf fiktive Gestalten beschränkt, sondern nutzen ebenso real existierende Personen, obwohl solche Figuren für jemanden, der keine japanischen Fernsehprogramme sieht, schwer verständlich sind. Dōjinshi-Schreiber nutzen neben Conventions (wie der Comiket) auch das Internet, um ihre Produkte zu vermarkten, indem sie Previews von neuen Arbeiten anbieten, dazu eine geheime Adresse, unter der Käufer zusätzliche Werke und Screenshots ihrer Spiele finden.
Sie rekrutieren auch online neue Schreiber und Künstler. Mehrere ausschließlich auf Sex-Themen ausgerichtete Suchmaschinen existieren, um die Suchergebnisse auf die wirklich gesuchten Seiten zu beschränken und kommerzielle Seiten auszuschließen, die alle möglichen Suchbegriffe verwenden. Viele Werke von dojinshi sind Thema von Websites, die diese sammeln und anderen zur Verfügung stellen.
Viele Webseiten bieten wechselnde Grußkarten oft pornografischen Inhalts von verlinkten Seiten und Freunden dieser Seite. Ein typisches Weihnachtsbild zeigt z. B. einen strippenden weiblichen Weihnachtsmann. Die zwölf Tierkreiszeichen der chinesischen Astrologie zeigen herausfordernde und unterhaltsame Beispiele von Kemonomimi.

### Magazine

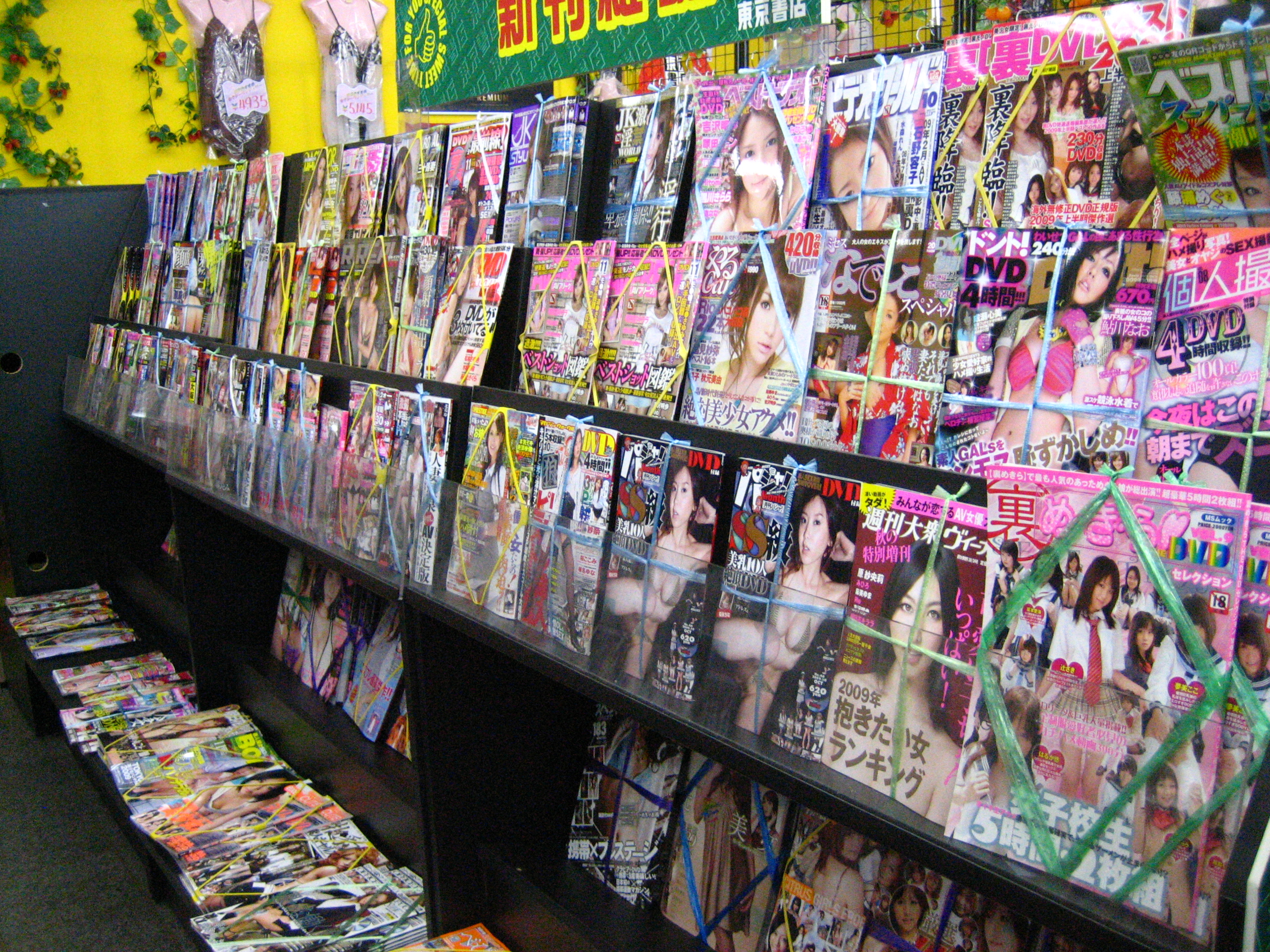
Japanische Pornomagazine

Magazine sind zusammen mit Videos populäre Medien für pornografische Materialien.
Viele nicht-pornografische Magazine bilden auch Glamour-Fotos ab, und solange die abgebildeten Frauen zumindest mit einem Badeanzug bekleidet sind, gelten die Magazine nicht als pornografisch. Mehrere nicht-pornografische Magazine enthalten auch Fotos nackter Frauen als Teil ihrer Artikel. Solange diese aber eine künstlerische Qualität haben, werden sie nicht als Pornografie angesehen.
Auch eine weibliche und männliche Puppe kann nur teilweise bekleidet oder gar nackt dargestellt werden, solange dies als ein Kunstwerk betrachtet wird und kein expliziter Sexualakt dargestellt ist.
Texte, in denen Vertreter beider Geschlechter über ihre Sexualität berichten, sind in Männer- und Pornomagazinen populär, oft sind dies jedoch erfundene Geschichten professioneller Schreiber. Andere populäre Themen solcher Magazine sind erotische Manga und Novellen, Besprechungen von Pornovideos und Berichte über Sexdienstleistungen.
Magazine für Frauen gleichen hierbei zumeist denen für Männer. Mit Ausnahme einiger Glamourfotos üblicherweise bekleideter Männer, verfügen sie jedoch über kein pornografisches Bildmaterial. Aufgrund dieser fehlenden Bilddarstellungen gelten Frauenmagazine nicht als pornografisch und unterliegen nicht den Altersbeschränkungen.

### Manga und Anime
Siehe auch: Hentai, Yaoi, Yuri
Manga mit pornografischem Inhalt zielen sowohl auf männliche als auch auf weibliche Zielgruppen. Männliche und weibliche Mangaka schreiben pornografische Werke.
Der Unterschied zwischen pornografischen und nicht-pornografischen Mangas kann anhand der Altersbeschränkung festgemacht werden, pornografische Mangas sind zudem oft versiegelt und werden lediglich in Abteilungen oder Läden für Erwachsene zum Kauf angeboten.
Die allgemeine Einstellung ähnelt der in Bezug auf Literatur. Wenn eine Sexszene Relevanz in Bezug auf den Fortschritt der Storyline zeigt und nicht nur ein Versuch ist, Sex um seiner selbst willen darzustellen, wird sie nicht als Pornografie angesehen. Dies wäre in den meisten anderen Kulturen unvorstellbar und verstößt dort gegen viele Zensurbestimmungen und Gesetze.
Auch Manga, die nicht auf ein erwachsenes Publikum ausgerichtet sind, können ein oder zwei Seiten mit Glamourfoto-ähnlichen Bildern enthalten. Auf diesen nackten oder halbnackten Darstellungen bedecken Hände oder Gegenstände Brüste und Genitalien. Diese „Service Scene“ genannten Darstellungen sind oft Teil einer komischen Bildsequenz und ein männlicher Darsteller wird am Ende dieser Sequenz gewöhnlich geohrfeigt.
Erotische Animationen, die im Westen als Hentai, in Japan als ‚adult-anime‘ bekannt sind, sind in Japan ein populäres aber kleines Genre und verfolgen allgemein den gleichen Animationsstil wie andere japanische Trickfilme auch. Viele dieser Anime basieren auf Spielen, Mangas oder Geschichten.

### Video- und Computerspiele
Siehe Hauptartikel: Erogē
Für Erwachsene bestimmte Spiele sind mit ca. 25 % aller jährlich veröffentlichten Spieletitel ein sehr populäres Genre für japanische Computerspiele. Außerhalb Japans sind sie aufgrund einiger kultureller und übersetzerischer Probleme ziemlich unbekannt. Die enthaltenen illegal kopierten Bilder sind aber oft auf Internetseiten als „adult anime pictures“ zu sehen. Unternehmen wie JAST USA (einschließlich Peach Princess und G-Collections) und Mangagamer portieren hauptsächlich Ren’ai-Simulationen und Ren’ai-Adventure für den wachsenden ausländischen Markt ins Englische.

## Einflüsse auf andere Kulturen

### Asien
Illegale Kopien japanischer Pornografie werden in Asien oft verkauft. Dies hat sowohl wirtschaftliche als auch technische Gründe. Selbst ein schlecht ausgestattetes japanisches Filmstudio nutzt Ausrüstung, die mit einem reichen Studio in den meisten asiatischen Ländern zu vergleichen ist, und die Produkte sind von entsprechend hoher Qualität. Sie sind gut gefilmt und haben gute Scripts, da die meisten japanischen Studios nicht auf kurzfristigen Profit ausgerichtet sind, sondern mit dem Zweck gegründet werden, später einmal Filme oder Fernsehprogramme herzustellen.
Diese Copyright-Verletzungen haben in Asien und auch den USA und Europa einen soliden Kreis von Kunden geschaffen, die legale Kopien kaufen. Um das Geld für die Übersetzung der Gespräche zu sparen, die dem Sex oft vorangehen, wurde es zur Gewohnheit, Videos zusammenzuschneiden, die nur noch aus Sexszenen bestehen.
Gerade in Ländern, in denen Gewalt in Pornos stark zensiert wird, kursieren illegale Zusammenschnitte japanischer Videos mit simulierten Vergewaltigungsszenen. Das Ergebnis ist, dass in diesen Ländern japanische Pornografie zum Synonym für Gewalt in der Sexualität wurde, wobei die Konsumenten der Videos glauben, dass solche Fantasien in Japan überproportional vertreten sind.

### Westliche Staaten
Animierte „Hentai“-Pornografie, besonders der extremeren Art, wird von vielen Nordamerikanern und Europäern als eines der wichtigsten kulturellen Exportgüter Japans ausgegeben. Hardcore-Pornografie ist die populärste und japanische Pornografie wird verbreitet als gewalttätig und extrem angesehen. Auf der anderen Seite haben Softcore-Pornografie und Bücher über bestimmte Idole eine eigene Anhängerschaft. Der Markt für japanische Pornografie im Westen wächst derzeit noch.

## Wichtige Verlage
- Akane Shinsha (茜新社)
- Bauhaus (バウハウス)
- Core Magazine (コアマガジン)
- Eichi Shuppan (英知出版; Eichi Publishing)
- France Shoin (フランス書院)
- Futabasha (双葉社)
- Hit Shuppansha (ヒット出版社; Hit Publishing)
- Issuisha (一水社; Issuisya)
- J.C. Shuppan (ジェーシー出版)
- Kaimeikan (海鳴館)
- Kasakura Shuppansha (笠倉出版社; Kasakura Publishing)
- Kōsai Shobō (光彩書房)
- Shōbunkan (松文館)
- Studio Pot (スタジオ・ポット)
- Taiyō Shuppan (大陽出版)
- Tōkyō Sanseisha (東京三世社; Tokyo Sanseisya)
- Tsukasa Shobō (司書房)
- Wailea Shuppan (ワイレア出版; Wailea Publishing)
- Wani Magazine-sha (ワニマガジン社; Wanimagazine)

## Genres japanischer Pornografie
- Bukkake
- Gruppensex
  - Gang bang
- Hamedori
- sexueller Fetischismus
  - Fußfetischismus
  - Netorare
- Roshutsu
- Shibari
- Tamakeri